# Mission multidimensionnelle intégrée des Nations unies pour la stabilisation en Centrafrique
La mission multidimensionnelle intégrée des Nations unies pour la stabilisation en Centrafrique (MINUSCA) est une opération de maintien de la paix des Nations unies en Centrafrique. Elle intervient en raison de la guerre civile en Centrafrique.

## Historique

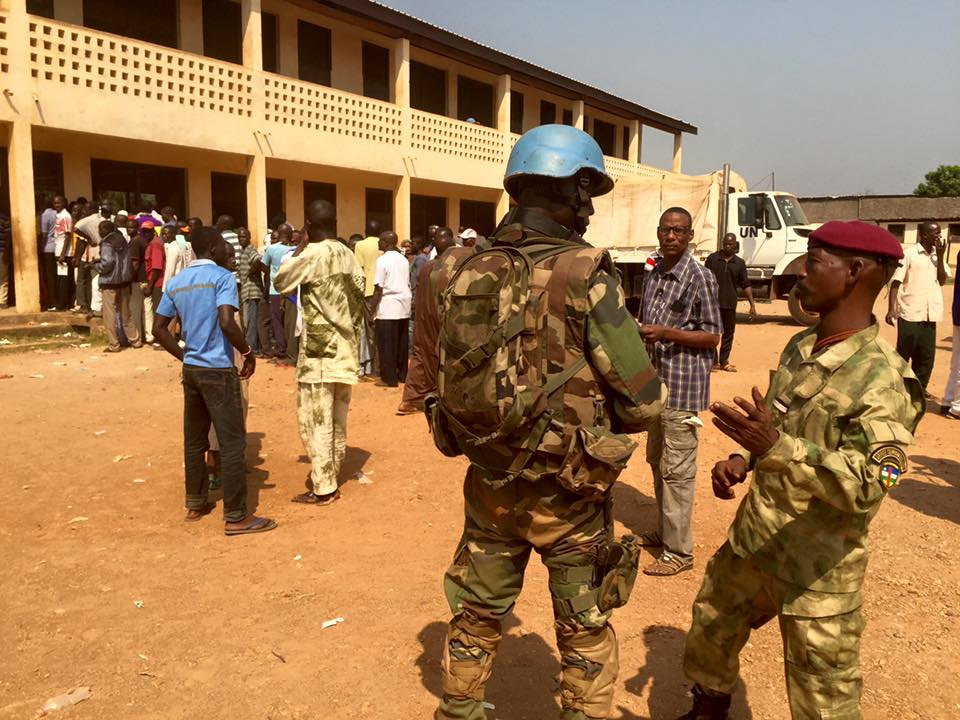
Un soldat de la MINUSCA déployé à Bangui lors du référendum de décembre 2015.

La MINUSCA est créée le 10 avril 2014 par la résolution 2149 du Conseil de sécurité des Nations unies.
Le 14 novembre 2022, par sa résolution 2659 (2022), le Conseil de sécurité a prorogé d’un an son mandat, jusqu'au 15 novembre 2023.

## Mandat

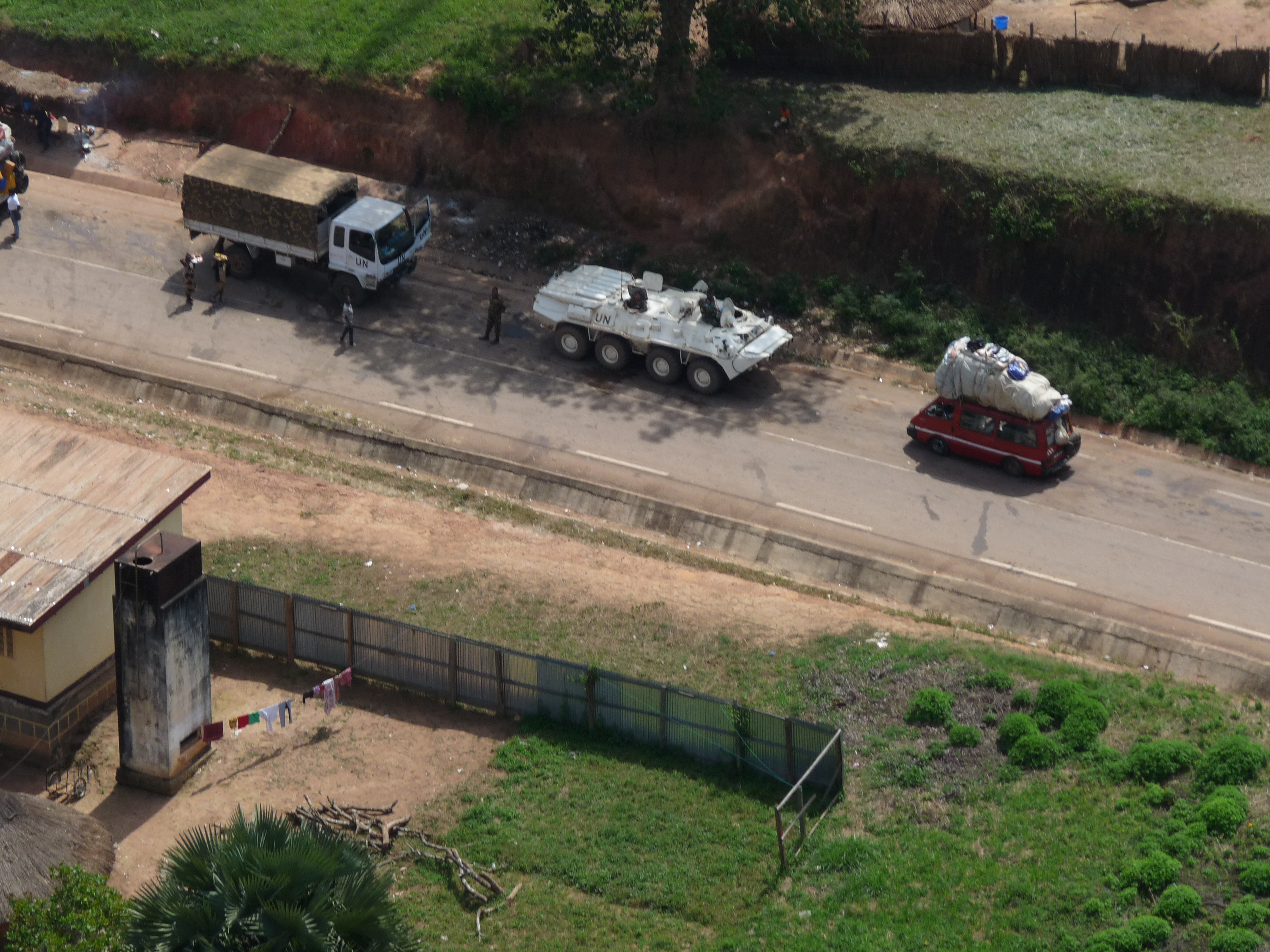
Un BTR-80 sur le corridor Douala Bangui en 2015.

La MINUSCA est autorisée à prendre toutes les mesures requises pour s'acquitter du mandat de : stabilisation de la situation dans les principales agglomérations et contribution au rétablissement de l’autorité de l’État dans tout le pays. La Mission assure également le suivi de la situation relative aux violations des droits de l’homme et du droit international humanitaire.
Son action reste controversée en raison des résultats limités qu'elle affiche dans la protection des populations[réf. souhaitée].
Le 15 novembre 2018, des massacres sont commis contre un camp de réfugiés à Alindao. Ceux-ci ont fait au moins soixante morts dont 2 prêtres, et l'évêché a été pillé. La MINUSCA était présente, mais n'a pas réagi. Le cardinal Dieudonné Nzapalainga, archevêque de Bangui a demandé une enquête internationale,.

## Fonctionnement

### Effectifs
En février 2023, les effectifs déployés par la MINUSCA étaient de 17 885 personnels:
- 16 363 personnels en uniforme
  - 13 394 militaires
  - 146 observateurs militaires
  - 408 officiers d'état-major
  - 2 415 policiers (incluant les unités constituées)
- 1 236 personnels civils
- 286 volontaires des Nations unies

### Leadership
Le représentant spécial du secrétaire général et chef de la MINUSCA est Mankeur Ndiaye entre 2019 et 2022, puis Valentine Rugwabiza depuis 2022.

### Coopération
La MINUSCA coopère notamment avec la mission de formation de l'Union européenne en République centrafricaine.

## Processus DDR
Le DDR (désarmement-démobilisation-réintégration) est un processus consistant à désarmer les membres des groupes armés, à sortir ces combattants de leurs groupes et à les aider à réintégrer la société civile. Il vise à soutenir les ex-combattants afin qu'ils puissent devenir des participants actifs au processus de paix.
Ce processus est enclenché dans de nombreux pays en soutien aux opérations de maintien de la paix et notamment en République Centrafricaine.

## Pertes
Le 8 août 2015, cinq soldats rwandais de la MINUSCA sont tués et huit blessés dans une fusillade à Bangui, lorsqu'un des soldats du contingent ouvre le feu sur ses compagnons d'armes avant d'être abattu.
Le 4 janvier 2017, deux casques bleus marocains sont tués et un autre blessé lors d'une fusillade perpétrée par un groupe non-identifié à 60 kilomètres à l'ouest de la ville d'Obo, dans le sud-est du pays.
Le 8 mai 2017, un convoi logistique cambodgien escorté de soldats marocains est attaqué lors de l'embuscade de Yogofongo.
Le 13 juillet 2020, un soldat rwandais est tué et deux blessés dans une attaque d'un mouvement rebelle.
Le 25 décembre 2020, trois casques bleus du Burundi sont tués et deux autres blessés à Dékoa par des combattants armés non identifiés.
Le 18 janvier 2021, deux casques bleus sont tués, un Gabonais et un Marocain, à la suite d'une embuscade de leur convoi menée par les rebelles à 17 km de Bangassou.
En février 2023, les pertes en vies humaines s'élevaient à 147.

## Campagne de désinformation contre la MINUSCA
En 2018, la société militaire privée russe Wagner, présente en Centrafrique à la demande du président Touadéra, finance une campagne hostile à la MINUSCA en payant des manifestants chargés de protester contre la présence de la Mission, ainsi que le journal Ndjoni Sango pour publier des articles faisant écho aux manifestations. L'oligarque Evgueni Prigojine à la tête du groupe paramilitaire considère l'ONU comme le bras armé de l'Occident en Afrique.

## Sources

### Articles annexes
- Opération Sangaris
- Mission internationale de soutien à la Centrafrique sous conduite africaine
- EUFOR RCA